# Philaeus stellatus
Philaeus stellatus là một loài nhện trong họ Salticidae.
Loài này thuộc chi Philaeus. Philaeus stellatus được Pelegrin Franganillo-Balboa miêu tả năm 1910.